# Ciutove
Ciutove (în ucraineană Чутове) este așezarea de tip urban de reședință a raionului Ciutove din regiunea Poltava, Ucraina. În afara localității principale, mai cuprinde și satele Kantemîrivka, Lîsîcea, Novofedorivka, Ohoce, Stinka și Vodeane.

## Demografie
Componența lingvistică a așezării de tip urban Ciutove
     Ucraineană (96,25%)
     Rusă (3,31%)
     Alte limbi (0,21%)
Conform recensământului din 2001, majoritatea populației așezării de tip urban Ciutove era vorbitoare de ucraineană (96,25%), existând în minoritate și vorbitori de rusă (3,31%).